# 夸克物质
夸克物質（英文:Quark matter）是一種在極端高溫與高壓環境下才會形成的物質狀態，其基本構成單位是夸克和膠子。

## 形成
夸克被強作用力束縛在質子和中子內部，無法在低能量下被單獨分離出來，此現象稱為夸克禁閉。然而，當溫度和壓力達到極高的程度時，這種束縛力會被打破，形成夸克-膠子電漿。
在夸克-膠子電漿中，夸克和膠子並非獨立存在，而是形成一個熱力學平衡的系統。它們在系統內自由移動，類似於電子和離子在普通電漿中的行為，但它們之間的作用力是強作用力而非電磁力。

## 存在
中子星內部：如果中子星的核心密度超過中子簡併壓力所能支持的極限，中子可能會分解成夸克，形成夸克核心。
實驗室製造:在粒子加速器中，將金或鉛等重原子核加速至接近光速並使其對撞。產生極高的溫度和能量密度，能夠短暫地形成微小且壽命極短的夸克-膠子電漿。